# Hypocambala cornuta
Hypocambala cornuta är en mångfotingart som först beskrevs av Karl Wilhelm Verhoeff 1939.  Hypocambala cornuta ingår i släktet Hypocambala och familjen Glyphiulidae. Inga underarter finns listade i Catalogue of Life.